# Castillo de Alba del Campo
El castillo de Alba de Campo, es una fortaleza aragonesa situada en la localidad de Alba de Campo, provincia de Teruel, sobre un pequeño cerro que domina la región. En la actualidad su estado es ruinoso y está incluido dentro de la relación de castillos considerados Bienes de Interés Cultural en virtud de lo dispuesto en la disposición adicional segunda de la Ley 3/1999, de 10 de marzo, del Patrimonio Cultural Aragonés.

## Historia
El castillo de Alba de Campo ya existía en el reinado de Jaime I el Conquistador. En la guerra que mantuvo su sucesor con la monarquía castellana tuvo una participación importante por su ubicación en la frontera entre los dos reinos. En 1308 Martín de Galvanes fue nombrado alcaide de la fortaleza, y en 1357 la reina Leonor de Aragón y Foix ordenó repararla y construir en ella un aljibe. También intervino en la guerra de los dos Pedros.

## Descripción
El castillo se halla emplazado junto a la ermita de Santa Bárbara. Posee una planta rectangular de 30 metros por 20, que en la actualidad está rodeada por solamente dos lienzos de muralla, los del lado norte y este, rematados por almenas puntiagudas. En la esquina del lado este se conserva una torre con una planta cuadrada de cinco metros de lado y una buharda amatacanada en la parte superior. Servía de defensa para la puerta de acceso, la cual, al igual que otra que existe en el interior del castillo pero que se encuentra cegada, es de arco de medio punto con dovelas.
También pueden observarse las ruinas de otros tres torreones, una en cada esquina y otra en el centro. 